# Maurice Goldstein
Maurice Elie baron Goldstein (ur. 27 stycznia 1922 w Przedborzu, zm. 6 października 1996 w Brukseli) – belgijski lekarz chirurg pracujący w brukselskim szpitalu uniwersyteckim św. Piotra, pochodzący z Polski.

## Życiorys
Urodził się jako Maurycy (Moryc) Goldsten w zasymilowanej rodzinie żydowskiej. Studiował medycynę na Université Libre de Bruxelles, po wybuchu II wojny światowej działał w belgijskim ruchu oporu został aresztowany i razem z XXII konwojem przetransportowany do obozu koncentracyjnego Auschwitz-Birkenau. Udało mu się przeżyć do wyzwolenia, następnie przez Kraków, Lublin, Odessę, Marsylię i Paryż powrócił do Brukseli. Przez dwadzieścia lat pełnił funkcję prezesa Międzynarodowego Komitetu Auschwitz-Birkenau, wspólnie z Paulem Halterem i innymi ocalałymi z obozów koncentracyjnych założył stowarzyszenie byłych więźniów hitlerowskich obozów koncentracyjnych zlokalizowanych na terenie Śląska, które stało się Stowarzyszeniem Pamięci Auschwitz aktywnie działającym na rzecz ochrony pamięci w przyszłości. Zgodnie z własnym postanowieniem głosił prawdę o historii ludobójstwa dokonywanego przez hitlerowców w Auschwitz, razem z żoną Rosą powołali do życia fundację, której celem jest zachowanie pamięci o ofiarach obozów. Swoje wspomnienia zawarł w książce autobiograficznej „Kronika ocalałego z Auschwitz. Belgijski lekarz urodzony w Polsce”.
W uznaniu działań na rzecz pokoju król Albert II nadał Maurice Goldsteinowi w 1994 tytuł barona, którego dewiza brzmiała „Homines Pretiosissimae Diviti”.

## Odznaczenia
- Kawaler Orderu Korony (Belgia);
- Kawaler Orderu Leopolda (Belgia);
- Médaille civique de première classe (Belgia);
- Krzyż Oświęcimski.